# Gerolamo Chiavari
Gerolamo Chiavari (Génova, 1521 - Génova, 1586) foi o 74.º Doge da República de Génova.

## Biografia
Como o mandato do seu antecessor, o governo bienal do doge Gerolamo Chiavari também afetou muito o banditismo que prevalecia na cidade e no resto do território republicano. Um fenómeno que atingiu o seu mínimo histórico graças ao empenho constante de Giorgio Centurione que, pelos seus esforços, foi exonerado (assim como os membros da sua família) pelo Senado do pagamento de impostos no futuro. Chiavari encerrou o seu mandato a 4 de novembro de 1585 e presumivelmente não teve tempo para assumir outros compromissos do Estado, pois morreu em Génova nos primeiros meses de 1586.